# Referéndum aprobatorio de Ecuador de 2007
La Consulta Popular de la Asamblea Constituyente de Ecuador de 2007, más conocida como Consulta Popular 2007, se realizó el 15 de abril del 2007, el cual fue un referéndum para establecer la Asamblea Constituyente que con facultades plenipotenciarias redactó una nueva Constitución de Ecuador. Los resultados oficiales mostraban a más del 81% de la población a favor, siendo este apoyado por el Presidente de Ecuador Rafael Correa Delgado.

## Antecedentes
La idea de crear una nueva constitución para el Ecuador, fue parte de la campaña política de Rafael Correa para las elecciones presidenciales de 2006, las cuales ganó ante su rival Álvaro Noboa. Tras su posesión de mando, el 15 de enero de 2007 firmó el decreto 002 que convocaba a Consulta Popular, así inició una fuerte lucha en contra del antiguo Congreso Nacional el cual estaba conformado en su mayoría por diputados de la oposición. El poder legislativo se oponía a la propuesta de Correa sobre la creación de una asamblea constituyente y sugería la conformación de una asamblea constitucional, la cual reformaría los aspectos defectuosos de la constitución de 1998.
Tras las discusiones entre el poder ejecutivo y el poder legislativo sobre las propuestas de cada uno, el gobierno recibió apoyo del Tribunal Supremo Electoral de Ecuador que decidió convocar un consulta popular, pero el Congreso protestó ante el desconocimiento de su autoridad sobre esa decisión por lo cual destituyó al presidente del Tribunal y enjuició a 4 vocales de dicho organismo. Sin embargo el Tribunal Electoral destituyó a 57 diputados de la oposición, dándole con ello una nueva mayoría legislativa al oficialismo, la cual aprobó el sometimiento de la decisión de la constituyente a referéndum. El 15 de abril del 2007 se desarrolló la "Consulta Popular" en el cual se aprobó la creación de una asamblea constituyente que redacte una nueva constitución.

## Consulta Popular

### Campaña a Favor
Los partidos que promocionaron el Si fueron: Alianza PAIS, Partido Socialista Frente Amplio, Alianza Bolivariana Alfarista, Concentración de Fuerzas Populares, Izquierda Democrática, Movimiento Fuerza Ecuador, Movimiento Popular Democrático, Partido Roldosista Ecuatoriano, Movimiento de Unidad Plurinacional Pachakutik, Partido Comunista Marxista Leninista de Ecuador, Partido Liberal Radical Ecuatoriano, Ruptura de los 25, Red Ética y Democracia y el Partido Comunista del Ecuador.

### Campaña en Contra

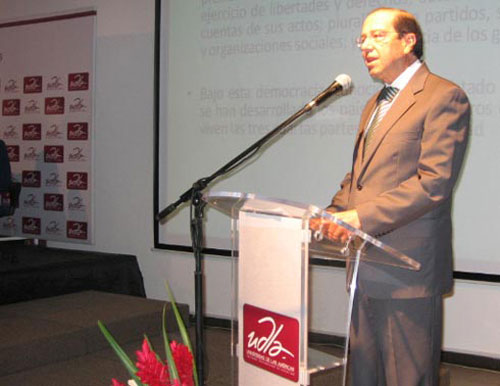
Osvaldo Hurtado Larrea impulsó la campaña por el No.

Los partidos que promocionaron el No fueron Partido Sociedad Patriótica, Partido Renovador Institucional Acción Nacional, Partido Social Cristiano y Unión Demócrata Cristiana.

### Preparación
El referéndum constó de una sola pregunta contestada con un Sí o un No:
"¿Aprueba usted, que se convoque e instale una Asamblea Constituyente con plenos poderes de conformidad con el estatuto electoral que se adjunta, para que se transforme el marco institucional del Estado y elabore una nueva Constitución?".
| Opción         | Votos     | %      |
| -------------- | --------- | ------ |
| A favor        | 5,354,595 | 81.72% |
| En contra      | 814,323   | 12.43% |
| Nulo           | 332.484   | 5.07%  |
| En blanco      | 51,087    | 0.78%  |
| Total de votos | 6.578.224 | 100    |

### Resultados
Según los datos proporcionados por el TSE, el 81.72% de los votantes correspondientes a 5,354,595 sufragios votó por el sí, mientras que el no alcanzó un 12.43% correspondientes a 814,323 votos, los votos en blanco alcanzaron un 0,78% y los inválidos fueron el 5.07%.
Una vez aprobada, la Asamblea constituyente sería convocada en un plazo de 10 días a partir del referéndum. Estaría compuesta por 130 asambleístas: 100 elegidos por provincia, 24 a nivel nacional y 6 por los migrantes. La asamblea duraría un máximo de 180 días con una posible extensión de 60 días.